# Kościół św. Jana Apostoła i Ewangelisty w Pątnowie
Kościół św. Jana Apostoła i Ewangelisty w Pątnowie – rzymskokatolicki kościół parafialny w Pątnowie (powiat wieluński, województwo łódzkie)

## Historia
Poprzedni drewniany kościół pochodzący z XV w. dotrwał do I wojny światowej, a pod jej koniec został rozebrany. Obecny kościół murowany został zbudowany na jego miejscu w latach 1917–1927, staraniem ks. Leopolda Berendta, a następnie ks. Antoniego Kosielskiego. 16 sierpnia 1933 roku kościół został poświęcony przez dziekana wieluńskiego ks. Wincentego Przygodzkiego. W czasie II wojny światowej kościół był zamknięty przez Niemców i obrabowany z wyposażenia liturgicznego. Po wojnie na nowo wyposażany dzięki zaangażowaniu ks. Bogusława Burgiela, a 7 czerwca 1959 roku poświęcony przez bp Stanisława Czajkę.

## Architektura i wyposażenie
Wejście przechodzi przez portal wsparty na dwóch okrągłych kolumnach. Nad wejściem widnieje ornamentowa rozeta. Dach kościoła jest dwuspadowy kryty blachą. Wieża z dzwonami zbudowana jest na planie czworokąta. Dwie dłuższe strony kościoła posiadają cztery ceglane pilastry. Dach z apsydą jest niższy od kościoła i ma pięć spadków.
W świątyni na belce tęczowej znajduje się krucyfiks barokowy z XVIII w. oraz chrzcielnica z XVIII w.

### Organy
Organy zostały zbudowane w 1963 roku przez organmistrza Stefana Fiołkę z Kępna. Świadczy wpis na desce wewnątrz szafy organowej. Około 2005 roku wymieniono dmuchawę elektryczną i niektóre elementy traktury.

### Dzwony
Na wieży znajdują się 2 dzwony. W 2019 roku przeszły remont, w którym m.in. zautomatyzowano nowy dzwon z 2018. Większy z nich upamiętnia 40 rocznicę wyboru Karola Wojtyły na papieża, a także 100-lecia odzyskania niepodległości. Został ufundowany przez rodzinę Przydacz.
|            | Imię         | Waga    | Ton   | Średnica | Rok odlania | Odlewnia                                     |
| ---------- | ------------ | ------- | ----- | -------- | ----------- | -------------------------------------------- |
| Mały dzwon | św. Roch     | ~130 kg | fis”  | 59 cm    | 1950        | Odlewnia Dzwonów Ludwik Felczyński, Przemyśl |
| Duży dzwon | Jan Paweł II | ~220 kg | d”(-) | 70 cm    | 2018        | Ludwisarnia Felczyńskich, Taciszów           |

## Otoczenie
Obok kościoła znajduje się murowana plebania, kryta blachą z 1912 r. oraz budynki gospodarcze z cegły i piaskowca, stojące naprzeciw siebie
Przed kościołem znajduje się osiemnastowieczna kapliczka typu domkowego – czworoboczna, z dachem czterospadowym pokrytym blachą cynkową. W jej wnętrzu znajduje się figura Chrystusa Frasobliwego.